# Oelami
Oelami is een bestuurslaag in het regentschap Timor Tengah Utara van de provincie Oost-Nusa Tenggara, Indonesië. Oelami telt 1875 inwoners (volkstelling 2010).